# Аграфа (дим)
А́графа (греч. Δήμος Αγράφων) — община (дим) в Греции, в горах Аграфа. Входит в периферийную единицу Эвританию в периферии Центральной Греции. Население 6976 жителей по переписи 2011 года. Площадь 920,341 квадратного километра. Плотность 7,58 человека на квадратный километр. Административный центр — Керасохорион. Димархом на местных выборах 2014 года избран Теодорос Бамбалис (Θεόδωρος Μπαμπαλής).
Община была создана в 1876 году (ΦΕΚ 51Α) и в 1912 году (ΦΕΚ 261Α) упразднена. В 1997 году (ΦΕΚ 244Α) община вновь создана. В 2010 году (ΦΕΚ 87Α) по программе «Калликратис» к общине Аграфе присоединены упразднённые общины Аперандия, Аспропотамос, Виниани и Франгиста.

## Административное деление

Административное деление общины:
1 — Виниани
2 — по часовой стрелке снизу: Франгиста, Аперандия, Аспропотамос, Аграфа

Община Аграфа делится на 5 общинных единиц.